# باول كوكس
باول كوكس (بالإنجليزية: Paul Cox؛ بالهولندية: Paul Cox) هو مونتير ومنتج أفلام ومصور وكاتب سيناريو ومخرج أسترالي وهولندي، ولد في 16 أبريل 1940 في فينلو في هولندا، وتوفي في 18 يونيو 2016 في Heidelberg, Victoria ‏ في أستراليا بسبب سرطان الكبد.

## وصلات خارجية
- بول كوكس على موقع IMDb (الإنجليزية)
- بول كوكس على موقع ألو سيني (الفرنسية)
- بول كوكس على موقع أول موفي (الإنجليزية)
- بول كوكس على موقع قاعدة بيانات الأفلام السويدية (السويدية)
- بول كوكس على موقع إن إن دي بي (الإنجليزية)
- بول كوكس على موقع قاعدة بيانات الفيلم (الإنجليزية)
- بول كوكس على موقع كينوبويسك (الروسية)